# Romorantin-Lanthenay
Romorantin-Lanthenay – miejscowość i gmina we Francji, w Regionie Centralnym, w departamencie Loir-et-Cher.
Według danych na rok 1990 gminę zamieszkiwało 17 865 osób, a gęstość zaludnienia wynosiła 394 osoby/km² (wśród 1842 gmin Regionu Centralnego Romorantin-Lanthenay plasuje się na 13. miejscu pod względem liczby ludności, natomiast pod względem powierzchni na miejscu 121.).